# Феррейра, Бениньо
Бениньо Асунсьон Феррейра (исп. Benigno Asunción Ferreira; 13 января 1846 — 14 июля 1920, Буэнос-Айрес) — парагвайский политик, президент Парагвая с 25 ноября 1906 года до 4 июля 1908 года. Отстранён в результате государственного переворота.

Во время Парагвайской войны состоял в Парагвайском легионе противников президента Лопеса. С 1871 по 1874 входил в состав правительства Сальвадора Ховельяноса
. В 1904 году он возглавил переворот либералов, который сверг президента Хуана Антонио Эскурру.